# Wakizashi

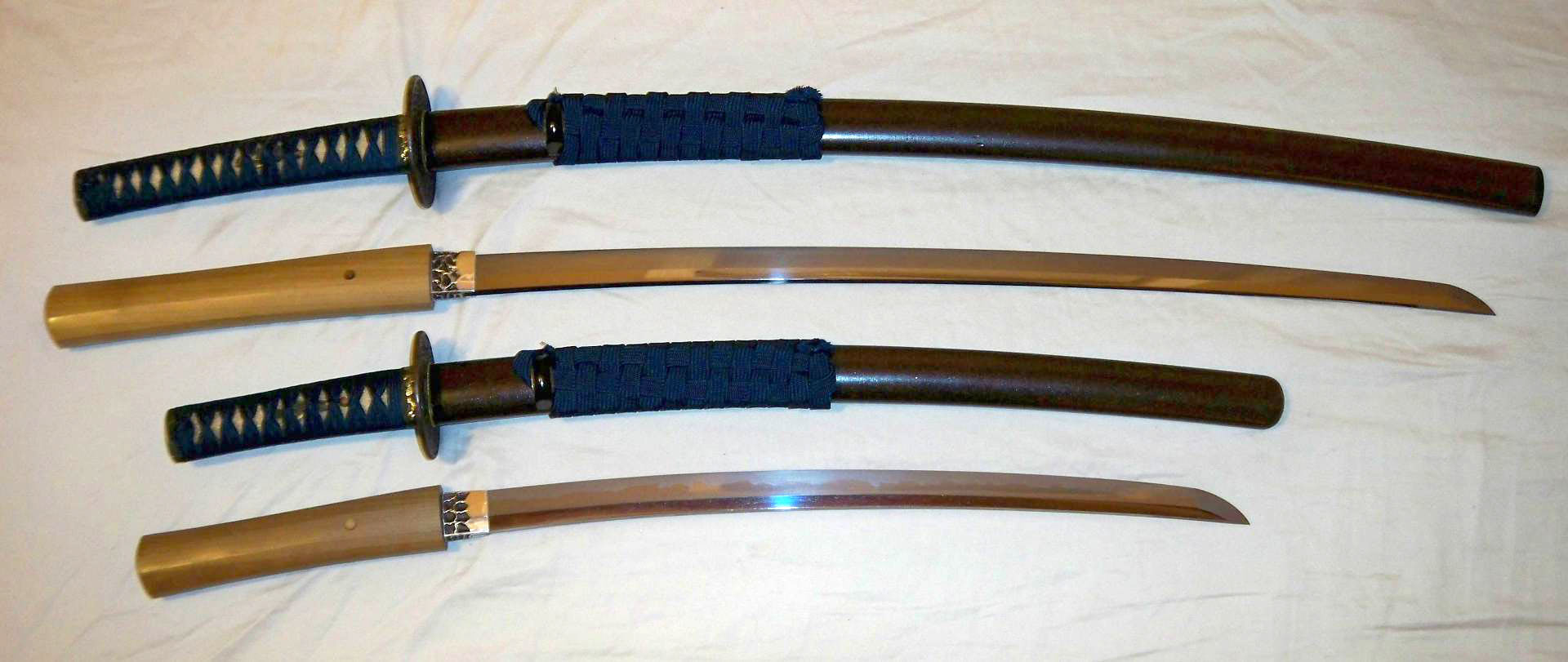
Un Daito (partea de sus) și un wakizashi (partea de jos) sub forma unui daishō, care arată diferența de dimensiune.

Wakizashi (în japoneză : 脇差, "sabie introdusă lateral" ) este una dintre cele realizate în mod tradițional săbii japoneze  (nihontō)  purtată de samurai în Japonia feudală. Ea este câteodată împerecheată cu Katana.

## Descriere
Wakizashi are o lamă între 30 și 60 cm ,  cu Wakizashi aproape de lungimea unui katana fiind numită ō-Wakizashi. Ea este cu lungimea mai aproape de Tanto fiind numită KÖ-Wakizashi. 
Wakizashi fiind purtată împreună cu Katana a fost semnul oficial ca purtatorul să fie un samurai sau spadasin. Când erau purtate împreună, perechea de săbii erau numite daishō, ceea ce se traduce literalmente ca "big-little".  The katana was the big or long sword and the wakizashi the "little" or companion sword. Katana a fost mai lungă iar wakizashi sabia "mică" sau de companie. Wakizashi nu este neapărat doar o versiune mai mică a katanei; acestea ar putea fi forjate diferit și să aibă o secțiune transversală diferită. 

## Istoria și utilizarea
Producția de săbii în Japonia este împărțită în anumite perioade de timp:
▪ Jokotō (săbii vechi, până în jurul anului 900 D.Hr.)
▪ Kotō (săbii vechi de la aproximativ 900-1596)
▪ Shintō (săbii noi 1596-1780)
▪ Shinshintō (săbii mai noi 1781-1876)
▪ Gendaitō (săbiile moderne 1876-1945) 
▪ Shinsakutō (săbii noi făcute în 1953-prezent) 
Wakizashi a fost folosită încă din secolul 15.  sau secolul al 16 - lea.  Wakizashi a fost folosită ca o copie de siguranță sau sabie auxiliară;  a fost folosită și pentru lupte strânse, pentru a-și "decupa" adversarul învins  și, uneori, pentru a comite seppuku, o sinucidere rituală.  Wakizashi a fost una dintre săbiile scurte disponibile pentru utilizare de către samurai inclusiv Yoroi Toshi și Chisa-katana. Termenul Wakizashi nu a specificat inițial săbii cu o lungime oficială a lamei  și a fost o abreviere a wakizashi no katana ("sabia strânsă de o parte"); termenul a fost aplicat săbiei de companie de toate dimensiunile.  Abia în epoca Edo, în 1638, conducătorii Japoniei au încercat să reglementeze tipurile de săbii și grupurile sociale cărora li sa permis să le poarte că lungimile katana și wakizashi au fost stabilite oficial. 
Kanzan Satō, în cartea sa intitulată "Sabia japoneză", notează că nu pare să existe o nevoie specială pentru wakizashi și sugerează că wakizashi poate deveni mai popular decât tantō, datorită faptului că este mai potrivită pentru luptele în interior. El menționează obiceiul de a părăsi katana la ușa unui castel sau palat atunci când intră în timp ce continuă să poarte wakizashi înăuntru.  În timp ce purtarea katanei era limitată la clasa samurai, wakizashi de lungime legală (kō-wakizashi) ar putea fi purtat de choninclasa care include comercianții. Acest lucru era obișnuit atunci când se călătorea din cauza riscului de a întâlni bandiți.  Wakizashi era purtată pe partea stângă, fixată pe cerceveaua taliei.
| |
| Un wakizashi antic japonez cu koshirae și părțile aferente, arătate dezasamblate. Hamon (linia de temperament) este clar vizibil. |

| |
| Wakisashi de Sanpin Masatoshi, începutul anilor 1600. Koshirae dezasamblate arată tsuba (garda), gogoasa kōgai (pinul de păr) și Kozuka (cuțitul mic). Afișat la Muzeul Britanic. |

|                            |
| Wakizashi din perioada Edo |